# Dedsit
Dedsit (voorheen: DED's It Productions) is een Belgisch televisieproductiehuis. Het productiehuis produceert ook reclamespots. 

## Geschiedenis
DED's It Productions werd op 27 februari 2001 opgericht door Dirk Verhoeye, Erik Gordts en David Ottenburgh.
In 2006 kocht Studio 100 de helft van de aandelen in het bedrijf. Einde 2018 nam het bedrijf ook de andere aandelen van de oprichters over.
In 2019 werd het hoofdkantoor verplaatst naar Schelle in de provincie Antwerpen en kregen Bob Jennes en James Cooke de helft van de aandelen in handen. Zij namen ook de dagelijkse leiding op zich. 

## Televisieproducties
| Titel                       | Televisiezender | Jaar                 |
| --------------------------- | --------------- | -------------------- |
| Chris & Co                  | VT4             | 2000-2004            |
| Pluk de dag                 | Eén             | 2003                 |
| Oekanda                     | VTM             | 2005-2006            |
| De 10 geboden van VT4       | VT4             | 2005-2006            |
| Ook Getest op Dieren        | VT4             | 2008                 |
| Op Schok                    | Ketnet          | 2008-2009            |
| K2 zoekt K3                 | VTM en SBS6     | 2009, 2021           |
| Wij van België              | VTM             | 2009                 |
| Das Haus Anubis             | Nickelodeon     | 2009-2012            |
| Bananasplit                 | VT4             | 2010-2011            |
| De Chriscollectie           | Eén             | 2010-2011            |
| De Wereld van K3            | vtmKzoom        | 2010-2011            |
| Tegen de Sterren op         | VTM             | 2010-2018            |
| ... voor Dummies            | VTM             | 2011-2013            |
| En toen kwam ons ma binnen  | 2BE             | 2013-2014            |
| Lang Leve...                | VTM             | 2013-2014            |
| Achter de feiten            | Eén             | 2014                 |
| De 25                       | VTM             | 2015-2017, 2019-2020 |
| Jonas & Van Geel            | VTM             | 2015-2016            |
| De drie wijzen              | Eén             | 2017-2018            |
| Gert Late Night             | VIER            | 2017-2020            |
| De Battle                   | VIER en RTL 4   | 2019                 |
| De Verhulstjes              | Play4           | 2021-heden           |
| #weetikveel                 | Eén             | 2021-2022            |
| De Cooke & Verhulst Show    | Play4           | 2021                 |
| James de musical            | Play4           | 2021-2024            |
| Zijn daar geen beelden van? | Play4           | 2022                 |
| Kastaars! 2022, 2023, 2024  | Play4, VTM, Eén | 2023-2024            |
| De Tafel van Gert           | Play4           | 2022-heden           |
| James & co                  | Play4           | 2025-heden           |